# Boudewijn I van Vlaanderen
Boudewijn I (Laon?, ca. 840 – Abdij van Sint-Bertinus, Sint-Omaars, 2 januari 879), bijgenaamd Boudewijn met de Ĳzeren Arm of Boudewijn de Goede staat bekend als de eerste graaf van Vlaanderen wat mogelijk was gemaakt door zijn huwelijk met Judith van West-Francië, dochter van de Karolingische koning Karel de Kale.

## Jeugd

### Afkomst
Traditioneel wordt Boudewijn gezien als de zoon van Odoaker. De afstammingsband wordt ondersteund door enkele 10e-eeuwse, zij het niet-contemporaine vermeldingen. Als niet geloofwaardig bestempelen historici de teksten die Odoaker vanaf de 11e eeuw kwalificeren als graaf, of later forestier, van Vlaanderen. Een meer plausibele theorie is dat Boudewijns vader wel Odoaker heette maar een lid van het hof in Laon was.

## Huwelijk met Judith van West-Francië

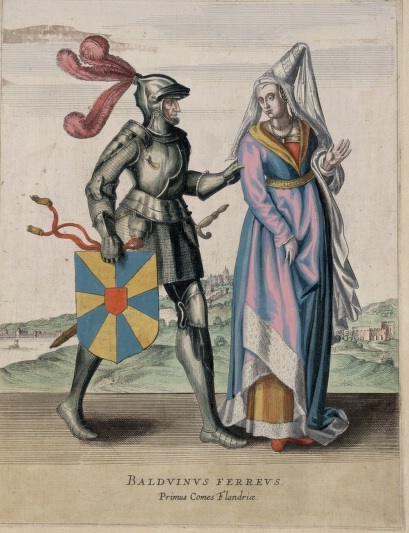
Boudewijn I en Judith van West-Francië, afgebeeld in de Flandria illustrata uit 1641

Boudewijn is bekend als eerste graaf van het graafschap Vlaanderen en samen met zijn vrouw grondlegger van de welvaart van het grondgebied. Hij zou rond kerstmis 861 Judith van West-Francië, eerste kind van de koning van West-Francië, Karel de Kale, uit een klooster gehaald hebben. De 17-jarige Judith was toen al twee keer weduwe: van koning Æthelwulf van Wessex en van diens zoon koning Æthelbald. Na overlijden van haar tweede man keerde ze terug naar huis waar ze onder voogdij werd gesteld.
Koning Karel wilde voor Judith een derde keer een huwelijksovereenkomst sluiten op eigen voorwaarden, maar ze is uit het klooster ontsnapt met Boudewijn. Het stel werd daarbij geholpen door Judiths jongere broer Lodewijk de Stamelaar, die steeds in conflict was met zijn vader. Ze vluchtten naar het noorden. Karel de Kale stuurde brieven aan Vikingenleider Rorik van Dorestad en bisschop Hunger van het Rooms-Katholiek sticht Utrecht, dat zij de vluchtelingen geen onderdak mochten geven. Karel liet het paar door bisschoppen excommuniceren. Het paar reisde via Lotharingen naar Rome en bepleitte hun zaak bij paus Nicolaas I, waarop de excommunicatie door de paus ongedaan werd gemaakt. Twee jaar lang schreef paus Nicolaas brieven naar de woedende vader, Karel de Kale, waarin hij voor verzoening pleitte. 
Op 13 december 862 volgde het officiële huwelijk te Auxerre met de uiteindelijke toestemming van Karel, alhoewel hij niet bij het huwelijk aanwezig was.

### Omstandigheden en belang van huwelijk met Judith
Boudewijn was vaak te gast aan het Karolingisch hof en kende Lodewijk, later bekend als Lodewijk de Stamelaar, zoon van keizer Karel de Kale en broer van Judith. Lodewijk verving zijn vader in het landsbestuur toen deze op veldtocht was in een poging het graafschap Provence met geweld bij zijn rijk te voegen. Toen Lodewijk Judith in een klooster te Senlis opzocht, nam hij Boudewijn mee. Een huwelijk tussen beiden gaf Judith de kans om aan het kloosterleven te ontsnappen, terwijl Boudewijn lid kon worden van de Karolingische dynastie. 
Ook Lodewijk trouwde later zonder toestemming van zijn vader en zijn jongere broer Karel. Hincmar, de aartsbisschop van Reims, tekende het verhaal van de vlucht en het huwelijk op. Hij excommuniceerde Judith ook en beriep zich daarvoor op de canon 10 van het Romeins concilie van 721. Dat slaat echter op roof van een vrouw met geweld en aangezien zij volgens pauselijke bron instemde kon er geen sprake zijn van roof.

## Graaf van Vlaanderen

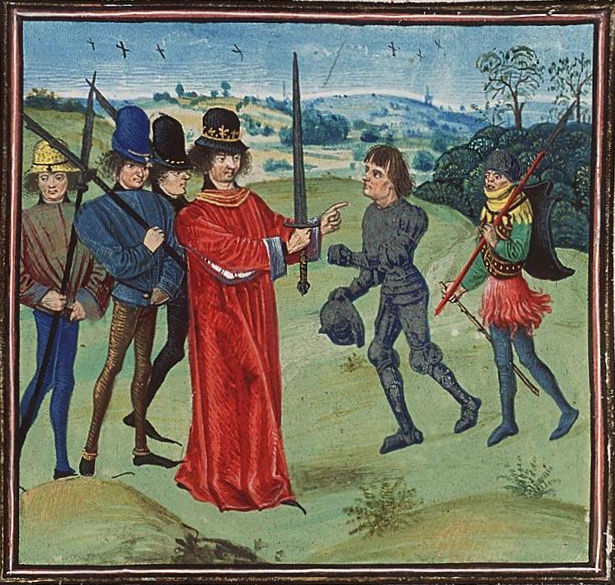
Boudewijn I wordt beleend met het graafschap Vlaanderen door Karel de Kale, tekening ca 1450

Als onderdeel van de verzoening kreeg Boudewijn van Karel de Kale de pagus Flandrensis (Vlaanderengouw) en de pagus Wasia (Waasgouw) als leen, het gebied rond Torhout, Gistel, Oudenburg en Brugge. Graaf zijn was in die tijd in de eerste plaats een militaire functie. Vlaanderen lag in een uithoek van Karels koninkrijk, in het grensgebied met Lotharingen en werd voortdurend aangevallen door de Vikingen, het werd de opgave van Boudewijn en Judith het grondgebied te verdedigen en tot een deel van het rijk te maken dat inkomsten afwierp.
Boudewijn en Judith bleken succesvol in hun opgaven, mede door een band te scheppen met de Rooms-Katholieke kerk. Boudewijn bouwde militaire versterkingen in Arras, Gent en Brugge en wist de invallen van de Vikingen te verminderen, ook door vestiging in het kustgebied toe te laten. In Brugge liet het paar een kerk bouwen die aan Donatianus van Reims werd gewijd, er werden relieken van de heilige aan de kerk geschonken. In Veurne werd een Benedictijner klooster gesticht, waaraan relieken van heilige Walburgis werden geschonken. In 870 werd het grondbezit uitgebreid en kreeg het paar heerschappij over het latere Kroon-Vlaanderen en Ternois. Hetzelfde jaar kreeg Boudewijn de functie commendatair abt van de Sint-Pietersabdij in Gent, wat militaire steun voor de kerk betekende en het graafschap inkomsten bracht.
In 877 steunde hij Lodewijk de Stamelaar in de strijd om de opvolging van Karel de Kale. Kort daarna trok hij zich terug en werd monnik in de abdij van Sint-Bertinus, waar hij ook werd begraven.

## Kinderen
Boudewijn en Judith van West-Francië hadden vier kinderen:
- Karel, geb. ca. 864, jong gestorven
- Boudewijn (865–918)
- Rudolf van Kamerijk (870-896)
- vermoedelijk nog een dochter, want kronieken van het klooster van Waulsort vermelden dat bij de moord op Rudolf van Kamerijk een zekere Walter, zoon van Rudolfs zuster, hem probeerde te wreken.[15]

Gunhilda, gehuwd in 877 met Wifried de Harige, graaf van Urgell en Barcelona, wordt ook vaak als dochter van Boudewijn en Judith genoemd, maar dit is gebaseerd op een verkeerde interpretatie van een middeleeuwse tekst. Zij was afkomstig uit de omgeving van Barcelona.

## De legende van de Brugse Beer

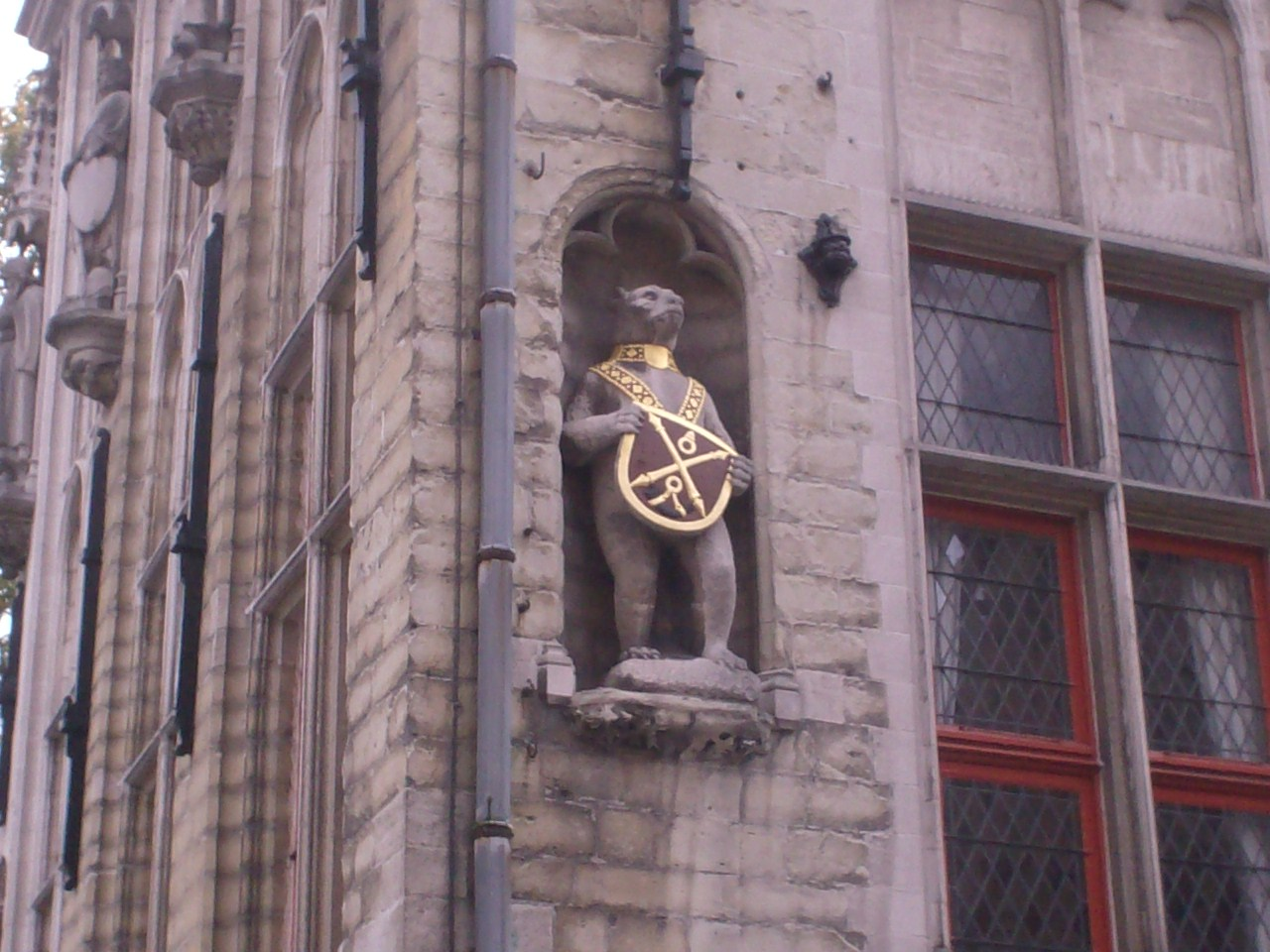
Het Beertje van de Loge

Het Brugse Beertje van de Loge verwijst naar de schaking van Judith: toen Boudewijn met Judith naar Vlaanderen terugkeerde, werden zij in het bos aangevallen door een reusachtige witte beer (een bruine beer wit van sneeuw), volgens de legende "de oudste bewoner van Brugge". Deze beer was al eerder gesignaleerd omdat hij de omgeving onveilig maakte. Reizigers die zich buiten de muren van Brugge waagden, werden vaak door de beer aangevallen. En dus ook Boudewijn I. Hij wierp zich zonder aarzelen in de strijd met de beer. Niemand durfde dichterbij te komen, ook niet om hun leenheer te helpen. Op een bepaald moment stelde de beer zich recht op zijn achterste poten en ging met zijn rug tegen een boom staan om zo met meer kracht opnieuw aan te vallen. Maar net op dat moment sprong Boudewijn vooruit en doorboorde de beer met zijn lans. De stoot was zo hevig en krachtig dat de lans zich door de beer onwrikbaar in de boom vaststak. Boudewijn was zijn naam met den ijzeren arm dus waardig. Volgens de legende schonk de stad Brugge Boudewijn een gebeeldhouwde, rechtopstaande beer toen later zijn aanstelling als nieuwe leenheer gevierd werd.
Vandaag is in de gevel van de Poortersloge aan het Jan van Eyckplein in Brugge nog een beeldje van een rechtopstaande, schilddragende beer te zien. De beer die een schild vasthoudt, verscheen echter pas in 1304, dus het gaat niet om hetzelfde beeldje als het geschenk aan Boudewijn. De Poortersloge was van 1417 tot 1715 het lokaal van het Genootschap van de Witte Beer, een selectieve steekspelvereniging die een tijdje na de heldendaad van Boudewijn werd opgericht. Het belangrijkste evenement dat ze organiseerden was de Wapenpas van de Gouden Boom, van 3 tot 11 juli 1468, ter gelegenheid van het huwelijk van Karel de Stoute met Margaretha van York. In 1417 had het gezelschap van de stad de toestemming gekregen een beeldje van hun mascotte, een rechtopstaande beer, in de gevel te plaatsen.

## Trivia
- Op het Brugse stadhuis staat een beeld dat Boudewijn voorstelt.
- In de satirische strip Pest in 't Paleis (1983) van Guido Van Meir en Jan Bosschaert wordt de toenmalige Belgische vorst koning Boudewijn opgevoerd als de zestiende-eeuwse koning Boudewijn met de IJzeren Rug, een verwijzing naar Boudewijn met de IJzeren Arm en ook de rugklachten van koning Boudewijn.
- De Nederlandse zangeres Wende Snijders is een verre nakomeling van Boudewijn, zo werd onthuld in het televisieprogramma Verborgen Verleden.